# West Point (Wisconsin)
West Point es un pueblo ubicado en el condado de Columbia en el estado estadounidense de Wisconsin. En el Censo de 2010 tenía una población de 1955 habitantes y una densidad poblacional de 23,25 personas por km².

## Geografía
West Point se encuentra ubicado en las coordenadas 43°19′31″N 89°39′14″O / 43.32528, -89.65389. Según la Oficina del Censo de los Estados Unidos, West Point tiene una superficie total de 84.07 km², de la cual 74.13 km² corresponden a tierra firme y (11.83%) 9.94 km² es agua.

## Demografía
Según el censo de 2010, había 1955 personas residiendo en West Point. La densidad de población era de 23,25 hab./km². De los 1955 habitantes, West Point estaba compuesto por el 97.08% blancos, el 0.15% eran afroamericanos, el 0.36% eran amerindios, el 0.41% eran asiáticos, el 0.05% eran isleños del Pacífico, el 1.18% eran de otras razas y el 0.77% pertenecían a dos o más razas. Del total de la población el 1.53% eran hispanos o latinos de cualquier raza.